# Raimo Heino
Raimo Isma Heino (geboren am 13. September 1932 in Helsinki; gestorben am 30. November 1995 ebenda) war ein finnischer Bildhauer und Medailleur.

## Werdegang

Finnische Kursmünze zu 2 Euro, Entwurf Raimi Heino

Heino besuchte von 1953 bis 1956 die Freie Kunstschule in Helsinki. Von 1954 bis 1957 studierte er an der Akademie für Bildende Kunst, ebenfalls in Helsinki. 1962 und 1963 schloss er seine akademische Ausbildung an der Hochschule für Kunst und Design Helsinki ab.
Von 1960 bis 1991 war er Lehrer für Bildende Kunst, Zeichnung und Komposition an verschiedenen Bildungseinrichtungen.
1962 trat Heino erstmals mit der Ausstellung seiner Arbeiten an die Öffentlichkeit. Einen großen Raum in Heinos künstlerischem Schaffen nehmen seine 216 Medaillen ein. Seine bedeutendste Arbeit in der Numismatik ist die Bildseite der Kursmünze zu 2 Euro, die seit 1999 geprägt wird. Neben zahlreichen Kleinplastiken schuf Heino bedeutende Skulpturen im öffentlichen Raum, wobei er meist Bronze und Granit, aber auch Holz und Stahl verarbeitete.

## Werke (Auswahl)

### Öffentlicher Raum
- Pallopojat, Mänttä, Bronzerelief (1966);
- Denkmal für Jaakko Juteini, Hattula (1971);
- Denkmal für Väinö Voionmaa, Jyväskylä (Diorit, 1971);[3]
- Konerytmi, Hämeenlinna (Stahlskulptur, 1971);
- Altarrelief der Kirche von Oulunkylä, Helsinki (Holz, 1972);
- Metamorfoosi, Jyväskylä (Bronze und Granit, 1978);[4]
- Muodonmuutos, Universität Jyväskylä (1978);
- Rumat, uteliaat ja hyväntahtoiset, Jyväskylä (Brunnen, Bronze, 1980);[5]
- Mansikkatytöt, Suonenjoki (1981);
- Esivanhempien taulu, Mänttä, (Relief, 1982);
- Rikos ja rangaistus,  Joensuu (Reliefserie, 1986);
- Evankelistat, Kerava, (Relief über dem Portal der Kirche, 1988);
- Denkmal für Josef Stenbäck, Alavus (1990);
- Denkmal für Georg Malmstén, Helsinki (Bronze und Granit, 1992).[6]

### Münzen und Medaillen
- Medaille zum Nevanlinna-Preis (1983);[7]
- Bildseite der finnischen Kursmünzen zu 2 Euro (geprägt seit 1999).

## Auszeichnungen
- Ordre des Arts et des Lettres (Frankreich, 1983);
- Medaille Pro Finlandia des Ordens des Löwen von Finnland (1985).